# Statul Imo
Imo este un stat  în Nigeria. Reședința sa este orașul Owerri.